# Lösnummer (tidskrift)
Lösnummer är en studenttidning som är en fristående del av Örebro studentkår. Tidningen startades 1966 och blev snabbt Örebros största studenttidning. 
Lösnummers redaktionella policy säger att: ”Tidningen skall vara religiöst, fackligt och partipolitiskt obunden samt arbeta självständigt och oberoende av fullmäktige, kårstyrelse, sektionsstyrelser och andra organ inom studentkåren.” Vidare säger Örebro studentkårs stadgar att "Lösnummer är ett oberoende organ som har i huvuduppgift att granska Örebro studentkår och Örebro universitet, samt att bevaka frågor som ligger i Örebrostudenternas intresse."
Tidningens främsta nyhetskanal är webbtidningen losnummer.se och på sociala medier. Lösnummer trycker dessutom en studentguide till alla nya studenter varje termin.
För närvarande (verksamhetsår 2023/2024) består tidningens styrelse av följande personer:
- Fanny Huss (Chefredaktör och ansvarig utgivare)
- Simon Franssén (Vice chefredaktör)
- Albin Olofsson (Kommunikatör)
- Hugo Nikitin (Eventansvarig)

Chefredaktören är heltidsarvoderad och utses av Örebro studentkårs fullmäktige. Vice chefredaktör är arvoderad på deltid och utses av Lösnummers styrelse. Redaktionen och övriga styrelsen utgörs av ideellt engagerade studenter som skriver, fotograferar, filmar och illustrerar för tidningen.